# 克罗梅 (奥廖尔州)
克罗梅（羅馬化：Kromy）是俄罗斯奥廖尔州的市级镇、克罗梅区行政中心及规模最大聚居地，地处奥廖尔州西部，南临奥卡河支流克罗马河（Крома），后者一支流涅德纳河（Недна）穿过该镇。州府奥廖尔位于镇东北方。镇东南约4公里处有同名铁路车站。
该地2022年人口有6,722人；2010年人口6,733；2002年人口7,194；1989年人口7,082。